# Половиця (річка)

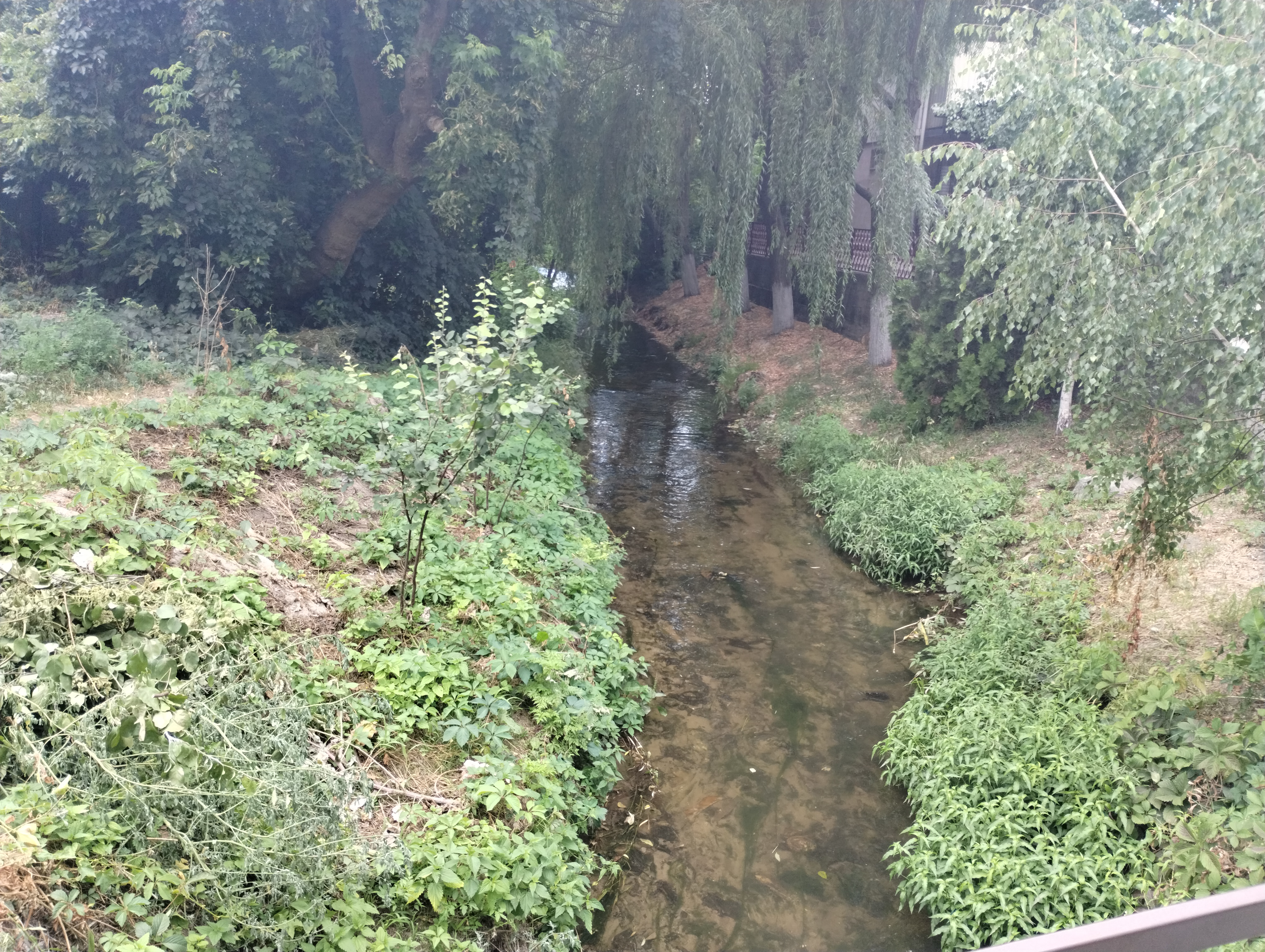
Річка Половиця в Аптекарській балці. Краєвид з місточка на вулиці Кавалерійській (м. Дніпро)

Полови́ця — річка в Україні, права притока Дніпра у центрі міста Дніпро, що протікала крізь однойменну слободу Половицю. Починається біля вулиці Криворізької, тече по Аптекарській балці, входить в колектор поблизу проспекта Сергія Нігояна і тече під автовокзалом Дніпро та колишнім Дніпропетровським комбайновим заводом до гирла. Впадає у Дніпро на Заводській набережній біля Стану - 550 Дніпровського металургійного заводу. Має  притоки безіменні струмки, що течуть вибалками і схилами Аптекарської балки, зокрема  біля вулиці Басейний тупик та провулку Полуничний тупик. В зв'язку зі зведенням Катерининської залізниці та  станції Катеринослав русло річки було розвернуто в північно - західному напрямку.
Старе русло до 1884 року виходило з балки біля вулиці Озерний Майдан (до 2022 року - Боброва, ще раніше Трамвайна) і входило до озерної низини, де зараз Озерний базар. Протікала через сад осавула Лазаря Глоби (нині парк Глоби), де сьогодні існує став. Далі вулицею Лазаря Глоби спускалася до проспекту Яворницького й шла канавою його непарною стороною до вулиці Воскресенської (раніше називалася Проточною вулицею), де до неї додавалася притока з Кленового байраку. За півкварталу від вулиці Первозванівської зустрічалася з річкою Жабокряч, що тече Довгою (катеринославська назва — Жандармська, радянська назва — Червоноповстанська) балкою й повертала ліворуч через проспект. Переходила з заходу на схід Воскресенську вулицю біля Англійського клубу та вулицю Плєханова з півдня на північ й впадала у Дніпро. Недалеко від її гирла в Дніпро впадав потік, що витікав від озерної низини між сучасними Залізничним вокзалом й Озерним базаром, що протікав від вулиці Пастера зліва від парних номерів проспекту Яворницького, ухиляючись ліворуч до Дніпра від вулиці Павла Скоропадського.
В нижній течії річка забруднена  промисловими скидами Дніпровського металургійного заводу.

## Свідчення Дмитра Яворницького
«Річка Половиця починалася по-теперішньому від Озерного базару, спершу одним жолобом, йшла проспектом, де тепер канава, потім, поступово ухиляючись уліво, з'єднувалася з іншим жолобом, що витікав з Жандармської балки, далі йшла вже одним жолобом, біля версти довжиною, паралельно Дніпру, відокремлюючи собою досить значний півострів і нарешті сходилася з Дніпром, саженей на 500—550, не доходячи до Монастирського, тепер Богомолівського острову.»

## Свідчення Павла Козара

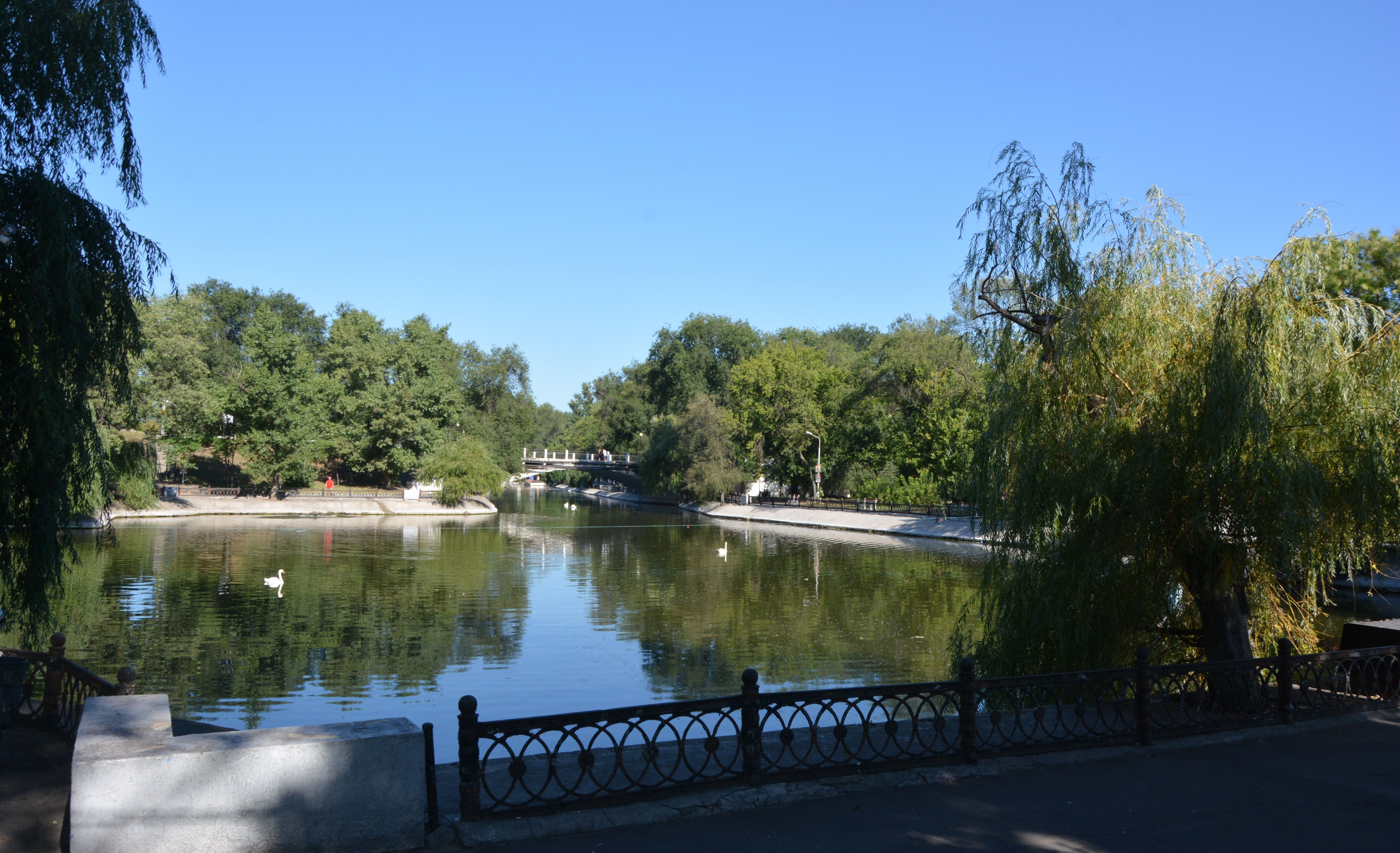
Ставок у Міському парку імені Лазаря Глоби - залишок старого русла Половиці

"Річка Половиця, колись прорізала вздовж все місто і текла рівнобіжно Марксовому проспекту. Початок брала з двох балок, проходила через Озерний базар і впадала в Дніпро біля так званих "Каменів". Зараз вся засипана й залюднена, тільки рештки її у вигляді озера можна бачити на місці колишньої виставки."
Дві балки згадані в цитаті Аптекарська і Довга.
"Бажано побачити залишок річки Половиці, не доходячи до Зимового театру імені Луначарського. Колись ця річка протікала крізь все село Половицю, зараз же вся засипана і заселена будівлями міста. Від цієї річки запорожці назвали с. Половицю."

## Інші річки, що мали назву Половиця
Також іноді назву Половиця переносять на її притоки — річку Жабокряч та потік, що витікав з Кленового байраку. Як свідчить Михайло Шатров, 
« три степові балки виходили з півдня у межі міста. У середньої Рибаківської, названої так за іменем власника найбільшого з розташованих у неглибокій долині цегельних заводів, — спокійний характер. Майже зупинилась вона біля тодішнього південного кордону Катеринослава, спершись двома коловими дорогами в окраїнні Польову (нині — проспект Олександра Поля) та Ульянівську вулиці. Тільки вузька глибока канава, майже пересохле русло степової річки, що колись тут протікала, — за деякими здогадками це і була та річка Половиця, яка дала колись назву тутешній слободі, — звивалась далі міськими кварталами перетинала вулицю Базарну (нині князя Святослава Хороброго), Козацьку (нині Старокозацька), проспект (Яворницького) та вище Проточної (нині Воскресеньська) впадала в Дніпро. Поводила себе ця канава тихо, майже не подаючи ознак життя, зате у дні бурхливих літніх злив показувала свій підступний характер: ставала стрімкою річкою, виходила з берегів і завдавала чимало лих мешканцям довколишніх будиночків.»
В свою чергу автори книжки «Дніпропетровщина. Природа та економіка» пишуть про те що «Червоноповстанською балкою протікала одна зі зниклих річок — Половиця», що не зовсім відповідає дійсності, оскільки Жабокряч є практично єдиною водоймою басейну Половиць яка збереглась по всій течії.